# Symfonie nr. 84 (Haydn)
De Symfonie nr. 84 is een symfonie van Joseph Haydn, voltooid in 1786. Het is de derde uit zijn Parijse symfonieënreeks, die hij schreef in opdracht van graaf d'Ogny. De symfonie is ook gekend onder de naam In nomine Domini.

## Bezetting
- 1 fluit
- 2 hobo's
- 2 fagotten
- 2 Hoorns
- Pauken
- Strijkers
- Klavecimbel

## Delen
Het werk bestaat uit vier delen:
1. Largo - Allegro
2. Andante
3. Menuetto
4. Finale: Vivace

1 · 2 · 3 · 4 · 5 · 6 (Le Matin) · 7 (Le Midi) · 8 (Le Soir) · 9 · 10 · 11 · 12 · 13 · 14 · 15 · 16 · 17 · 18 · 19 · 20 · 21 · 22 (De Filosoof) · 23 · 24 · 25 · 26 (Lamentatione) · 27 · 28 · 29 · 30 (Halleluja) · 31 (Hoornsignaal) · 32 · 33 · 34 · 35 · 36 · 37 · 38 (Echo) · 39 · 40 · 41 · 42 · 43 (Mercurius) · 44 (Treursymfonie) · 45 (Afscheidssymfonie) · 46 · 47 (Palindroom) · 48 (Maria Theresia) · 49 (La Passione) · 50 · 51 · 52 · 53 (L'Impériale) · 54 · 55 (De schoolmeester) · 56 · 57 · 58 · 59 (Vuursymfonie) · 60 (Il distratto) · 61 · 62 · 63 (La Roxelane) · 64 (Tempora mutantur) · 65 · 66 · 67 · 68 · 69 (Laudon) · 70 · 71 · 72 · 73 (La chasse) · 74 · 75 · 76 · 77 · 78 · 79 · 80 · 81

88 · 89 · 90 · 91 · 92 (Oxford)

- Bibliothèque nationale de France: cb14810756v (data)
- Gemeinsame Normdatei: 4530312-5
- Library of Congress Control Number: no92006998
- MusicBrainz work: f1f04677-6e22-4e6d-8eb5-66646469a489
- Virtual International Authority File: 185686818